# Communications and Networking Riser
CNR (англ. Communications and Networking Riser) — спеціалізований слот розширення, подальший розвиток AMR-технології. Принципово CNR мало чим відрізняється від AMR, але роз'єми їх, на жаль, несумісні. У CMR-слот можна вставити не тільки модем/звукову карту, але і, наприклад, мережеву плату. При цьому, природно, чипсет повинен мати відповідну мікросхему, яка працює з цим пристроєм.

## Архітектура CNR
- Шина АС-Link , що здійснює передачу даних в кодек АС 97 (один або два), який відповідає за аудіо- та модемні функції;
- Мережева шина, що забезпечує один з двох можливих LAN- інтерфейсів - 8-контактний PLC-інтерфейс або 17-контактний Media Independent Interface (MII) ;
- Шина USB з підтримкою інтерфейсів USB 1.х і більш прогресивного USB 2.0 , яка якраз і призначалася для розширення можливостей (самі ж USB - карти на базі CNR робили) ;
- Шина SMBus , що реалізує функцію Plug-N-Play.

Рішення щодо того, які саме з перерахованих функцій реалізовувати на материнській платі, залишалося за компоновщиком материнки. Передбачалося, що в залежності від призначення комп'ютера функціональність буде змінюватись. Для простих користувачів або сфери малого бізнесу мережеві функції покладені на модемні мережі з класичним підключенням через роз'єм RJ-11. Для корпоративних користувачів модем скоріше не потрібен, зате необхідна Ethernet-мережа з найбільш поширеним способом підключення через роз'єм RJ-45. Конфігурації могли бути різноманітні.
CNR-архітектура підтримувала прискорення модемної і аудіоподсістем за рахунок впровадження на шину АС-Link додаткового онлайн- акселератора. Прискорювач розташовується між джерелом неопрацьованих даних (тобто, оперативною пам'яттю), самостійно їх звідти вибирає, обробляє і передає безпосередньо у зовнішній кодек АС 97. Тим самим економиться час, який на всі ці операції витратив би центральний процесор. Розробники материнських плат могли за бажанням встановлювати і додаткові аналогічні акселератори, наприклад, для захоплення даних прямо з шини PCI.
Хоча програмний звук насправді зовсім не так вже й поганий і в ряді випадків перевершує апаратний (для цього потрібна лише добра програма), але тут все обмежується ЦАП: AMR-технологія була призначена для ринку low-end комп'ютерів, і тому на картці з AMR- або CNR-інтерфейсом  цифро-аналоговий перетворювач поступався за якістю ЦАП, встановленому на справжніх апаратних звукових картах. Та й дійсно гарної прошивки (читай : драйвера), яка на належному рівні емулювала би справжній апаратний звук було важко знайти, та й то вона дуже вантажила процесор і витрачала пам'ять, особливо при використанні 3D-ефектів.